# Suchy Wierch (Giewont)

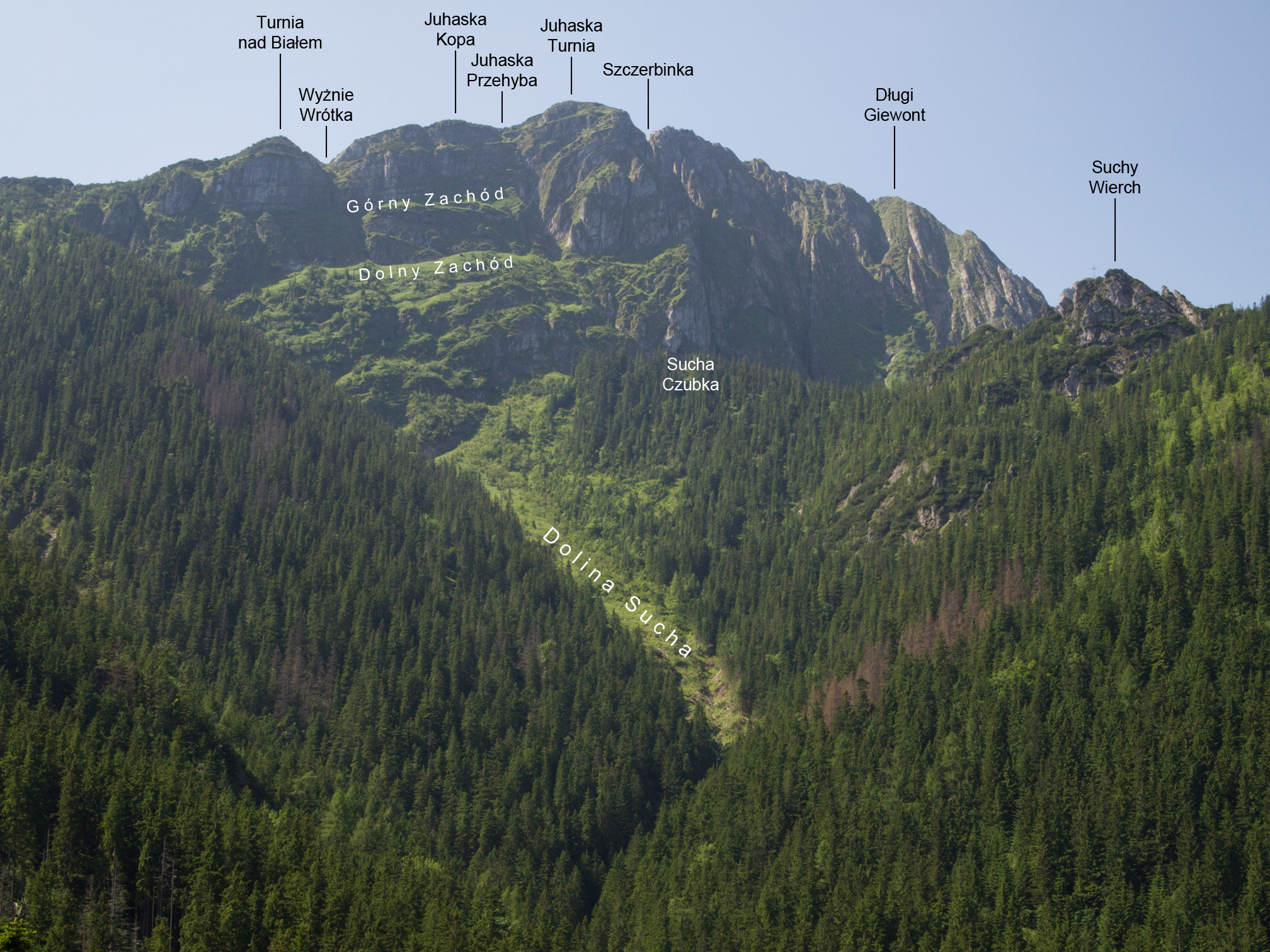
Blick von Norden, rechts im Bild

Die Suchy Wierch ist ein Berg in der polnischen Westtatra mit 1539 Metern Höhe im Massiv des Giewont.

## Lage und Umgebung
Unterhalb des Gipfels liegen die Täler Dolina Strążyska, Dolina Małej Łąki und Dolina Kondratowa.

## Tourismus
Die Suchy Wierch ist für Wanderer nicht zugänglich.
Als Ausgangspunkt für eine Besteigung seiner Hänge aus den Tälern eignen sich die Kondratowa-Hütte, Ornak-Hütte und die Chochołowska-Hütte.

## Belege
- Zofia Radwańska-Paryska, Witold Henryk Paryski, Wielka encyklopedia tatrzańska, Poronin, Wyd. Górskie, 2004, ISBN 83-7104-009-1.
- Tatry Wysokie słowackie i polskie. Mapa turystyczna 1:25.000, Warszawa, 2005/06, Polkart, ISBN 83-87873-26-8.

## Panorama

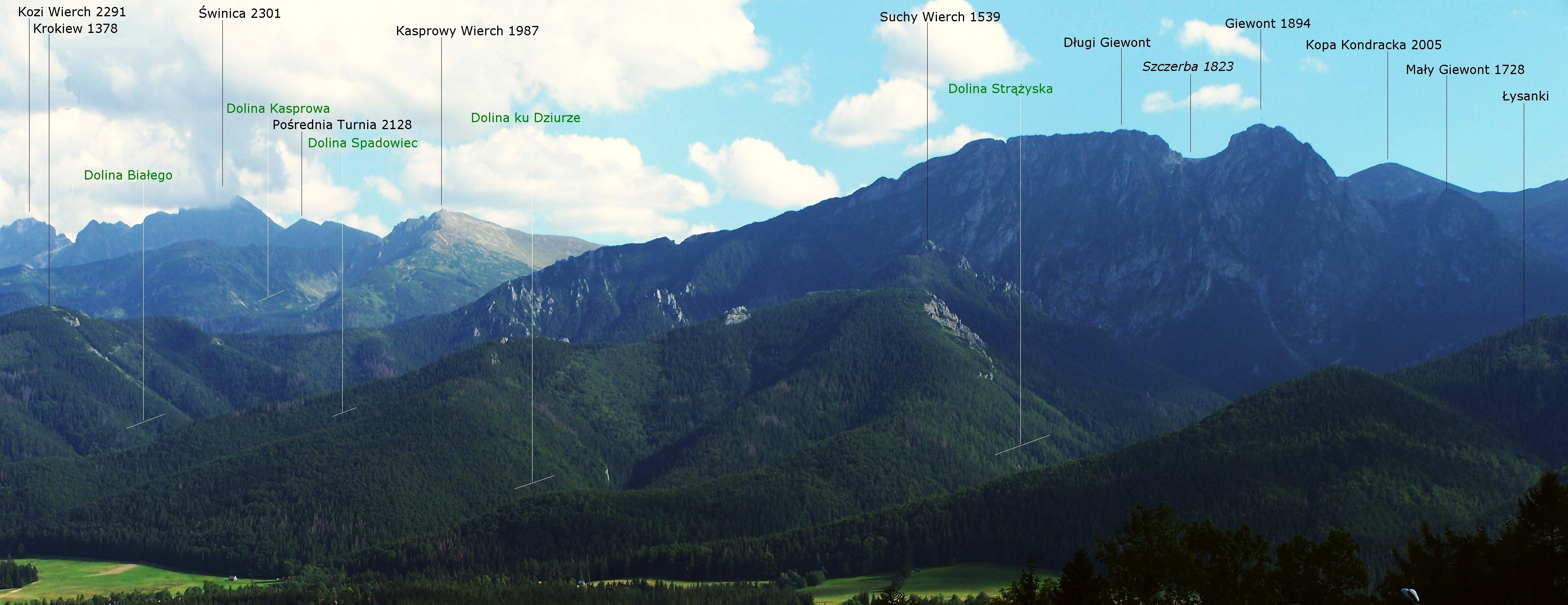
Mittig, Blick von der Gubałówka